# Giovanna Martinatto
Giovanna Martinatto es una bailarina, maestra, coreógrafa y directora uruguaya, nacida en Montevideo, Uruguay el 14 de abril de 1981.

## Biografía
Desde muy pequeña tuvo una fuerte vocación por el ballet y por ese motivo comenzó sus estudios en forma particular a los 6 años de edad. Cuando apenas tenía 8 años fue aceptada e ingresó a estudiar ballet en la Escuela Nacional de Danzas del SODRE de Uruguay (END). 
A los 17 años egresa de la END con el Título de Bailarina Clásica. Previamente, y con apenas 15 años ingresó por Concurso de Oposición y Méritos a la compañía de Ballet Nacional Sodre (BNS) de Montevideo, Uruguay.
Inmediatamente solicita su ingreso a la Ècole Supèrieure de Danse de Cannes Rosella Hightower en donde accede a una de las 4 becas anuales que por aquellas épocas la reconocida escuela otorgaba a las jóvenes promesas de Sudamérica. Durante ese tiempo tuvo el honor de tener como docente a la prestigiosa “bailarina estrella” de la Ópera de París Rosella Hightower.
A su regreso al Uruguay y durante los últimos años ha bailado como protagonista prácticamente todo el repertorio clásico entre lo que se destaca: Princesa Napolitana, Pas de Trois y Odette-Odile en el Lago de los Cisnes; Giselle en Giselle; Donizetti Variations; Gulnara en Corsario; La Sílfide en La Sylphide; Nocturno en Les Sílfides; Swanilda en Coppélia; el Pas de Deux Paquita; el Pas de Deux Las Llamas de París; Petit Ballet Romantique; Ragtime; Napoli; Pas de Deux Marrón en Nuestros Valses; Nikiya y Gamzatti en La Bayadère; Kitri en Don Quijote; Clara y el Hada de Azúcar en El Cascanueces; Mlle. Carlota Grissi en Gran Pas de Quatre; Desdémona en Otelo; La Princesa Aurora en La Bella Durmiente; entre otros.
Los maestros con los que ha tomado clases hasta la fecha son: Julio Bocca, Rosella Hightower, Tito Barbón, Alejandro Godoy, Margaret Graham, Eduardo Ramirez, Fabienne Cerutti, Willy Burmann, Mónica Díaz, Estela Losardo, Francoise Adret, Silvia Bazilis, María Inés Camou, Rolando Candia, Mayra Ribero, Elena Madam Vera, Mario Gallizzi, James Urbain, Jean Marion, entre otros.
Los coreógrafos con los que ha trabajado hasta la fecha son: Mauricio Wainrot, Gigi Cacileanu, Rodolfo Lastra, Sara Nieto, Ana Maria Stekelman, Anna Marie Holmes, Natalia Makarova, Silvia Bazilis, Ivan Tenorio, Jaime Pinto, Eduardo Ramírez, Alejandro Godoy, María Inés Camou, Françoise Adret, Paul Vasterling, Mario Gallizzi, Raul Candal, Martín Inthamoussú, entre otros.
En 2010 fue ascendida a Primera Bailarina por el Director del Ballet Nacional del SODRE Maestro Julio Bocca. Ha participado representando al BNS en múltiples giras internacionales, galas y festivales de Ballet en el Uruguay y en el exterior.
En marzo de 2017 comienza a trabajar como docente en la Escuela Nacional de Danza del Sodre, más precisamente dictando clases de Danza Clásica en la Escuela de Danza Contemporánea. Se desempeña en ese cargo hasta diciembre de 2020. A partir de Marzo 2021 comienza a trabajar como maestra de la carrera de Ballet Clásico en dicha casa de estudios.
En junio de 2017, y luego de 20 años de trayectoria en el BNS, Giovanna decide ponerle punto final a su trayectoria en la Compañía Oficial y se despidió del BNS en una emotiva función interpretando a Kitri en Quijote.
En julio de 2017 funda la Compañía de Danza 'Telón Arriba', junto a un grupo de colegas, la cual estrena en agosto de ese mismo año su espectáculo 'Nuevos Comienzos' en el Teatro Solís de Montevideo.
Durante 2018 tomó La Dirección Artística de Telón Arriba, y se mantiene a su vez como bailarina de dicha compañía habiendo dirigido y bailado en las 2 temporadas que se llevaron a cabo durante ese año.
Fue aceptada por Royal Academy of Dance de Londres para cursar la maestría CBTS (Certificate in Ballet Teaching Studies), siendo la primera estudiante uruguaya admitida por dicha prestigiosa casa de estudios. Finalizó sus estudios en el RAD en el año 2020 y actualmente es Registered Teacher of The Royal Academy of Dance.
En 2019 tuvo su debut coreográfico presentando en la Sala Principal del Teatro Solís de Montevideo la obra Titanic. El espectáculo fue un éxito y giró en torno de la mítica historia de la catástrofe del Titanic.
En 2021 es convocada por la Orquesta Filarmónica de Montevideo para realizar, junto a la Compañía Telón Arriba, la obra Pulcinella en conmemoración del 50 aniversario del fallecimiento del músico Igor Stravinsky. Este espectáculo representa su segunda creación coreográfica relevante en su carrera y la séptima temporada de la Compañía Telón Arriba.
En Octubre de 2021 y luego de 4 años y 8 temporadas junto a Telón Arriba decide comenzar un camino propio en el mundo de la danza.
Desde Octubre a Diciembre de 2021 participa como becada en el Seminario 'Pensamiento estratégico para la gestión de la Danza en la Sociedad' organizado por la Universidad Jorge Tadeo Lozano de Colombia y la Fundación Iberescena.
En Marzo de 2022 participa como Bailarina y Maestra del Concurso y Gala de Ballet 'Open Art' en la ciudad de Rosario, Argentina, como representante uruguaya junto al bailarín uruguayo Ignacio Reymunde.
En Marzo de 2022 funda 'Martinatto Dance Company' una compañía que busca, a través de lenguaje neoclásico y contemporáneo, generar un espacio de trabajo y creación en el mundo de la Danza.
En Julio de 2022 participa como Maestra Invitada del 39º Festival de Danças de Joinville, en Brasil. En dicho Festival tiene a su cargo el dictado de 8 aulas de 'Puntas' y el taller 'En la piel de Gamzatti' de su autoría.